# INA

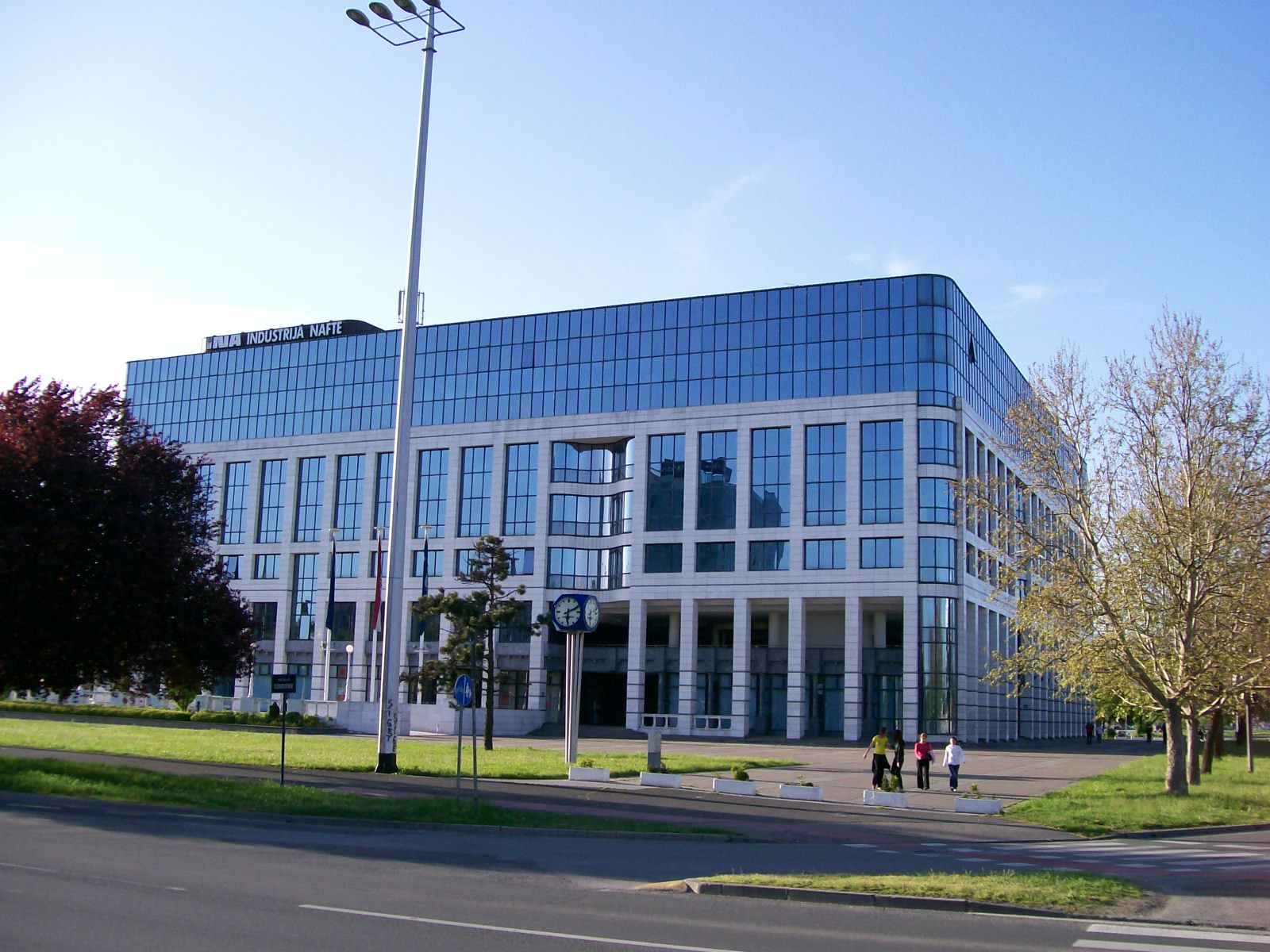
Siedziba spółki w Zagrzebiu

INA d.d. – chorwackie przedsiębiorstwo przemysłowe zajmujące się przetwórstwem i dystrybucją ropy naftowej i gazu ziemnego.
Przedsiębiorstwo powstała 1 stycznia 1964 roku, poprzez połączenie działającej w Zagrzebiu firmy wydobywczej Naftaplin oraz rafinerii w Rijece i Sisaku. Początkowo nosiło ono nazwę Kombinat Nafty i Gazu (Kombinat za naftu i plin), pod koniec 1964 roku zostało przemianowane na INA Industrija nafte.
Przedsiębiorstwo było poszerzane o kolejne aktywa – przyłączono do niego m.in. rafinerię w Lendavie, Fabrykę Nawozów Sztucznych w Kutinie (obecnie spółka Petrokemija), czy spółkę Petronafta w Solinie. W latach 1980–1990 spółka była największym przedsiębiorstwem Socjalistycznej Federacyjnej Republiki Jugosławii, zatrudniała 32 tys. pracowników.
W 1990 roku spółka stała się chorwackim przedsiębiorstwem państwowym, a w 1993 roku zostało przekształcone w spółkę akcyjną. W 2003 roku rozpoczęto prywatyzację spółki, 25% jej akcji nabył węgierski koncern MOL. W 2006 roku akcje spółki wprowadzono na Giełdę Papierów Wartościowych w Zagrzebiu oraz London Stock Exchange.
MOL zwiększał swoje udziały w spółce, ale rząd chorwacki zachowywał pakiet większościowy. W 2008 roku premier Ivo Sanader wydał zgodę na zwiększenie udziałów MOL do 50%. Wkrótce rozpoczęto wobec niego postępowanie karne w sprawie korupcji. Dyrektor generalny MOL Zsolt Hernadi został oskarżony o wręczenie Sanaderovi łapówki w wysokości 10 mln € w zamian za zgodę na uzyskanie przez MOL dominującej pozycji w spółce INA. Po długoletnich procesach chorwacki sąd uznał za winnych prezesa MOL Zsolta Hernadiego oraz Ivo Sanadera, skazując ich odpowiednio na dwa i sześć lat więzienia. Rząd chorwacki podjął rozmowy o dokupieniu pakietu akcji pozwalającego odzyskać mu dominującą pozycję w spółce.